# Retkinia

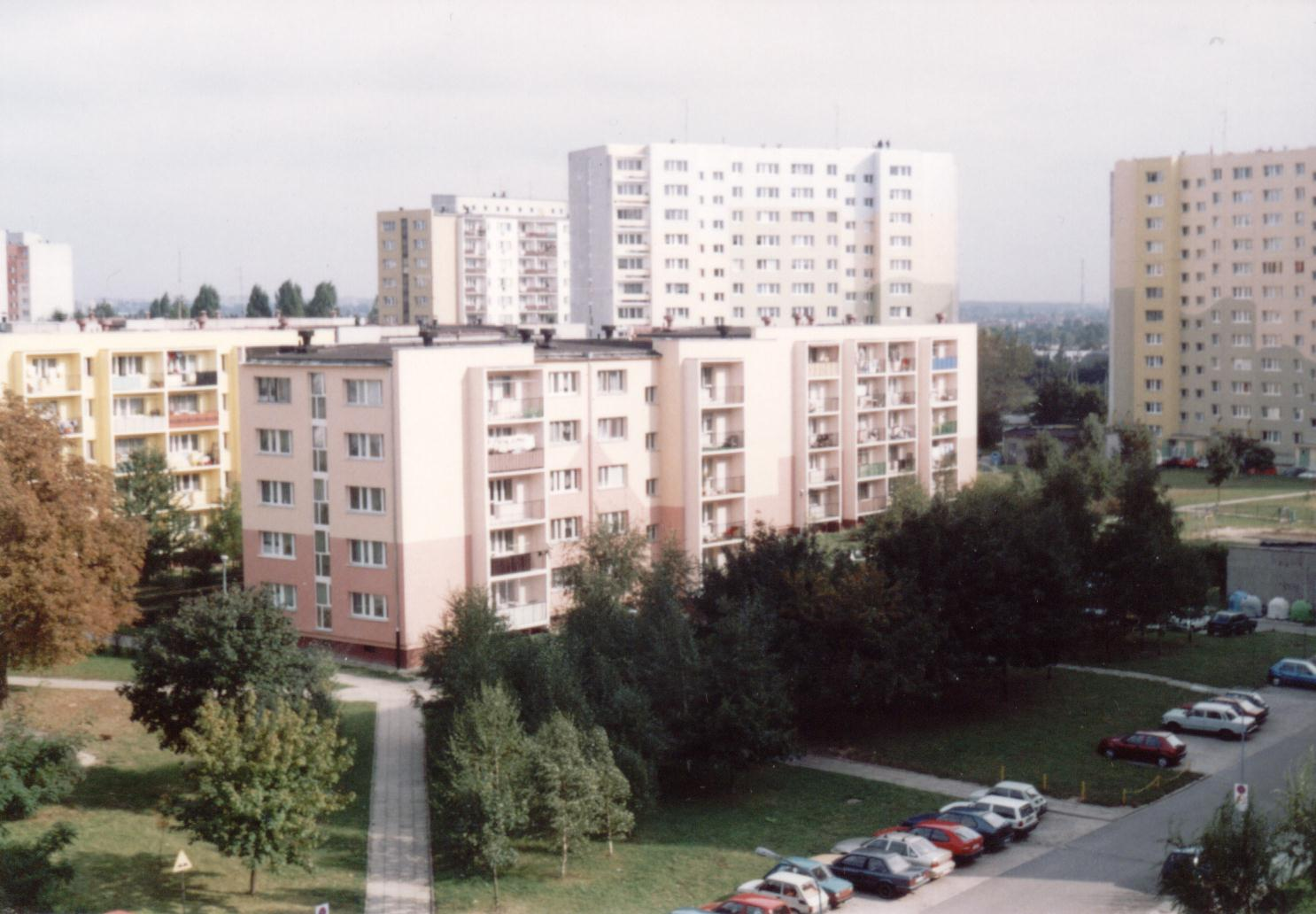
Retkinia

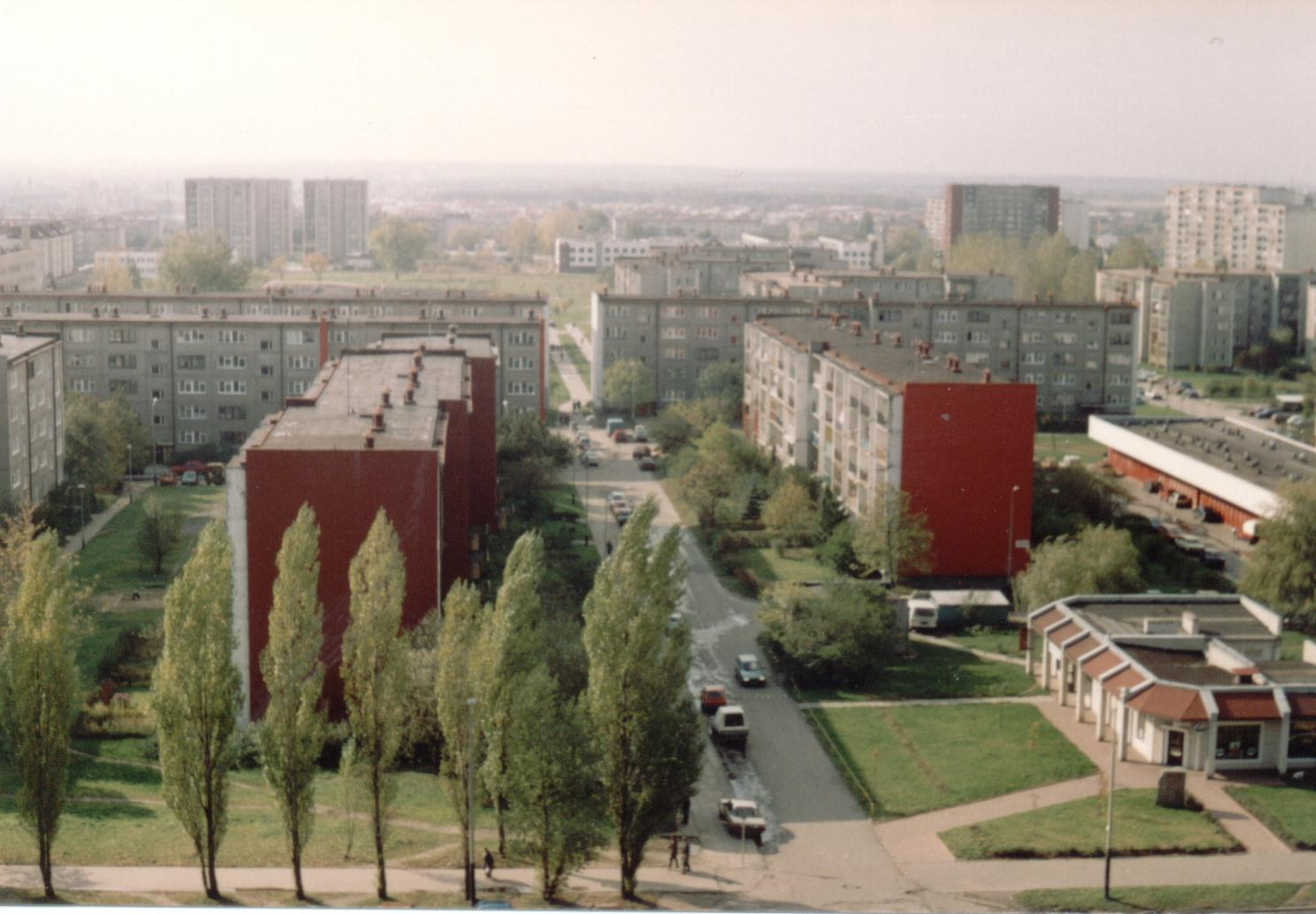
Retkinia

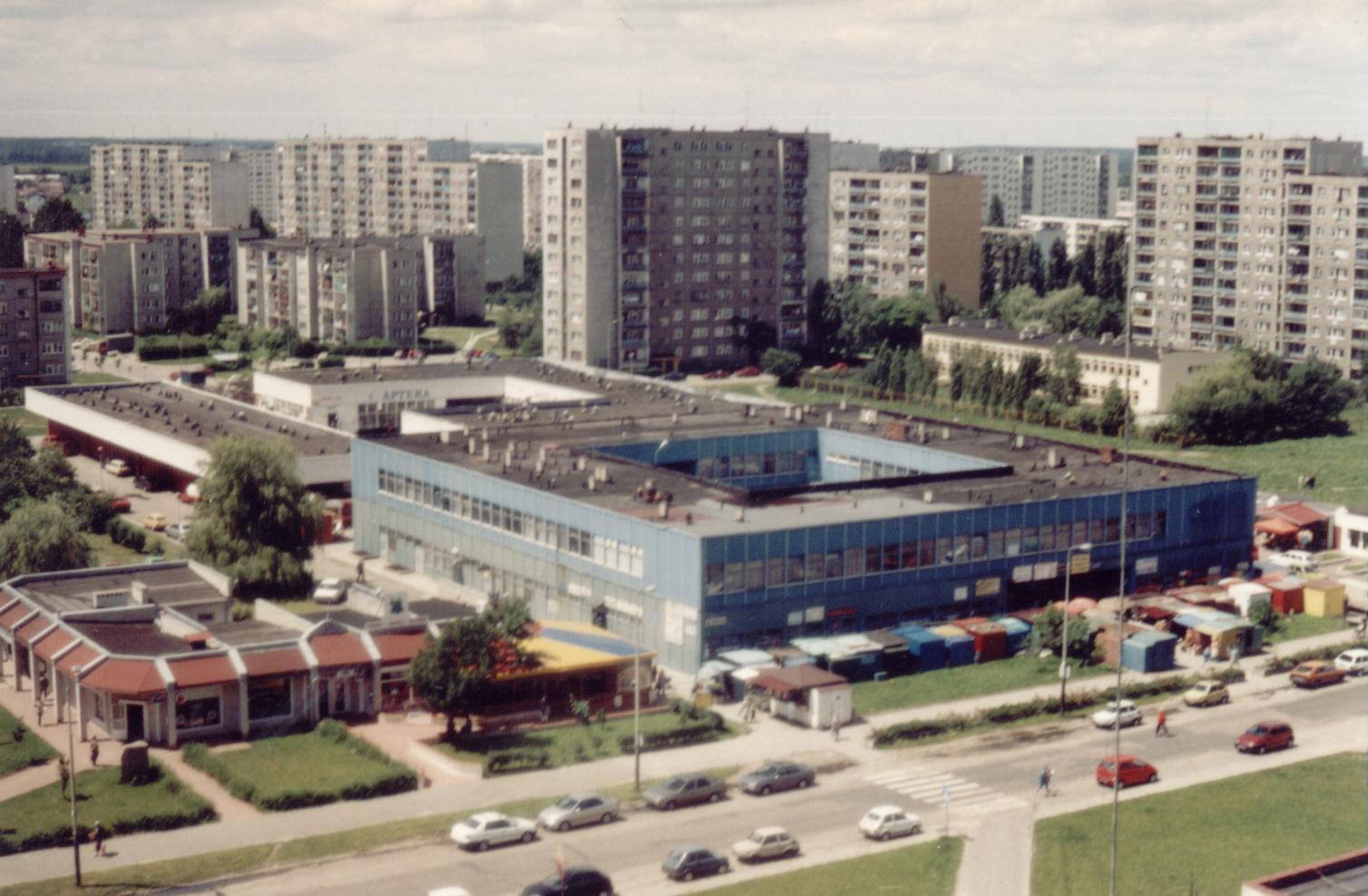
Retkinia

Retkinia ist eine Hochhaus-Siedlung in Łódź. Sie ist eine der größten Hochhaus-Siedlungen in Europa. Die Siedlung entstand in den Jahren von 1972 bis 1985 auf dem Gebiet ehemaliger Dörfer.
- Die Siedlung ist 4–4,5 km² groß
- Einwohner: circa 80.000–90.000
- Einwohner pro km²: ca. 18.000–20.000

Retkinia befindet sich im Südwesten von Łódź.
In Retkinia gibt es viele Wohnblöcke und Hochhäuser, 12 Schulen, zwei Hallenbäder und vier Kirchen. 
Neben Retkinia liegt der Józef-Piłsudski-Park, der größte Park Łódźs (auch einer der größten Parks Europas). In ihm befinden sich der Zoologische und der Botanische Garten, ein Vergnügungspark, das Reservat Polesie Konstantynowskie. 
In der Nähe von Retkinia befindet sich der Władysław-Reymont-Flughafen Łódź.
Koordinaten: 51° 45′ N, 19° 23′ O